# 迷唐
迷唐（?—?），烧当羌首领。羌王迷吾的儿子。
章和元年（87年），其父迷吾被东汉护羌校尉张纡设计杀死，迷唐是继任者。他怀恨在心，以金帛、子女与烧何、当煎、当阗等部联姻交质。据有大、小榆谷，联兵五千攻陇西塞，与张纡战于白石，不利，退守大、小榆谷。广泛联合诸羌部等民族，势盛。章和二年（88年），大臣推举原张掖郡太守邓训取代张纡任护羌校尉。迷唐率骑兵一万，先攻打臣服汉朝的小月氏胡。一些官员认为，羌与胡互相攻击，对汉朝有利。邓训说，张纡失信，使羌人各部反叛，我们应该以恩德相待胡人，使其能为我所用。下令打开城门，接纳胡人的妻子儿女。羌兵無获，于是撤离。因此，湟中地区的胡人都敬服邓训。邓训再招降羌族各部，迷唐的叔父号吾，率本部八百户前羌人依附汉朝。邓训以四千军队出塞，在写谷打败迷唐，迷唐撤离出大、小榆谷，到颇岩谷。
永元元年（89年）春，迷唐打算回到大、小榆谷。邓训命长史任尚率领湟中的六千兵士，袭击败迷唐，斩杀一千八百余人，俘虏二千人，缴获马牛羊三万余头，使迷唐遭到毁灭打击。迷唐收集余部，西迁一千余里，率部去赐支河曲，烧当部的东号前来归降。
永元九年（97年），迷唐率众八千人犯陇西郡，加上其他羌人部落，共三万人步骑兵，打败了陇西兵，杀死大夏县长。汉和帝派遣刘尚代征西将军，越骑校尉为副，率三万汉、羌、胡兵行讨伐。迷唐逃到临洮之南。刘尚在高山大败迷唐军，斩俘一千余人。迷唐后来也使汉军死伤惨重，汉军不能再追，于是回师。因击杀累姐等羌，引起冲突，以致力量削弱。永元十一年（99年），在谒者耿谭的计划下，迷唐投降汉朝，到京城洛阳朝见。
这时候迷唐的残部已不足两千，因饥饿穷困，全部迁入到金城。汉和帝命迷唐率部返回大、小榆谷。因汉朝修筑了河桥，大、小榆谷已经不安全，迷唐以部众饥饿为托词，不肯远行。护羌校尉吴祉赐给迷唐许多金帛，让他购买谷物和牲畜，以求早日出塞。但羌人认为朝廷又有阴谋。于永元十二年（100年），迷唐再度叛乱，攻杀抢掠。
永元十三年（101年），迷唐率兵回到赐支河曲，接近汉朝边塞。护羌校尉周鲔和金城太守侯霸，率兵三万，打败迷唐，烧当羌瓦解，六千余人投降，被分迁汉阳、安定、陇西等地安插。迷唐率余众千人，越过赐支河源头远逃，投靠发羌。多年以后，迷唐病死，他的儿子来隆前来归降，部众已不足数十户。